# Hogna efformata
Hogna efformata este o specie de păianjeni din genul Hogna, familia Lycosidae, descrisă de Roewer, 1959.
Este endemică în Namibia. Conform Catalogue of Life specia Hogna efformata nu are subspecii cunoscute.